# Esther Ollick
Esther Ollick (* 15. August 1980 in Düsseldorf) ist eine deutsche Händlerin von Objekten der Stilrichtung Vintage. Sie gehörte von 2017 bis 2025 zu den Händlern der Sendereihe Bares für Rares.

## Leben
Nach der Erlangung der Fachhochschulreife erhielt Esther Ollick Ausbildungen als Raumausstatterin und staatlich geprüfte Requisiteurin. Ab 2004 arbeitete sie hauptsächlich als selbstständige Dekorateurin und Ausstatterin für Messen, Events und Sets. Die 2009 im Rahmen einer Fortbildung zur „Projektleiterin Messebau und Event“ erworbenen Kenntnisse setzte sie in den kommenden Jahren als Locationscout und Projektleiterin von Roadshows durch Deutschland und die Schweiz ein.
Mitte 2012 eröffnete Ollick in Köln-Vogelsang ein Ladenlokal für den Handel mit Möbeln und Objekten der Stilrichtung Vintage. Im März 2017 veräußerte sie das Geschäft an einen Investor. Hier zeichnete sie noch bis 2018 für den Ein- und Verkauf verantwortlich. Mit ihren Auftritten im Händlerraum der ZDF-Sendereihe Bares für Rares erlangte sie 2017 ab der siebten Staffel überregionale Bekanntheit.
2019 eröffnete Ollick eine Möbelwerkstatt in Velbert-Neviges. Elke Velten-Tönnies und ihr Ehemann berichteten 2021, dass Ollick für ihre Goldankauffilialen in Neuss und Wuppertal tätig sei.
Am 11. September 2022 trat Ollick in der Fernsehsendung ZDF-Fernsehgarten auf. Seit 2024 ist sie in Episoden der Sendereihe Die Dekoprofis – Die schönste Idee für jedes Budget auf dem Fernsehsender VOX als Raumgestalterin zu sehen.

## Veröffentlichungen
- Aufgemöbelt! Vom Flohmarktfund zum Statement-Piece. frechverlag, Stuttgart 2021, ISBN 3-7724-7290-7
- Stühle – Möbel reparieren, umgestalten, upcyclen. Heel Verlag, Bonn 2022, ISBN 3-96664-359-6
- Tische – Möbel reparieren, umgestalten, upcyclen. Heel Verlag, Bonn 2022, ISBN 3-96664-360-X

## Privates
Ollick ist die Tochter eines Schlossers und einer Im- und Export-Sekretärin. Sie wuchs in Düsseldorf auf, lebte aber auch ein Jahr in Rotterdam, der Heimatstadt ihrer Mutter. Ab 2004 lebte sie für zehn Jahre in Köln-Ehrenfeld, danach in Odenthal im Bergischen Land, in Wuppertal und wieder in Düsseldorf.